# إدوارد نوريس كيرك
إدوارد نوريس كيرك (بالإنجليزية: Edward Norris Kirk)‏ هو مبشر أمريكي، ولد في 14 أغسطس 1802، وتوفي في 27 مارس 1874 في بوسطن في الولايات المتحدة.